# Gerde
Gerde is een gemeente in het Franse departement Hautes-Pyrénées (regio Occitanie). De plaats maakt deel uit van het arrondissement Bagnères-de-Bigorre. Gerde telde op 1 januari 2022 1.194 inwoners.

## Geografie
De oppervlakte van Gerde bedroeg op 1 januari 2022 6,93 vierkante kilometer; de bevolkingsdichtheid was toen 172,3 inwoners per km².

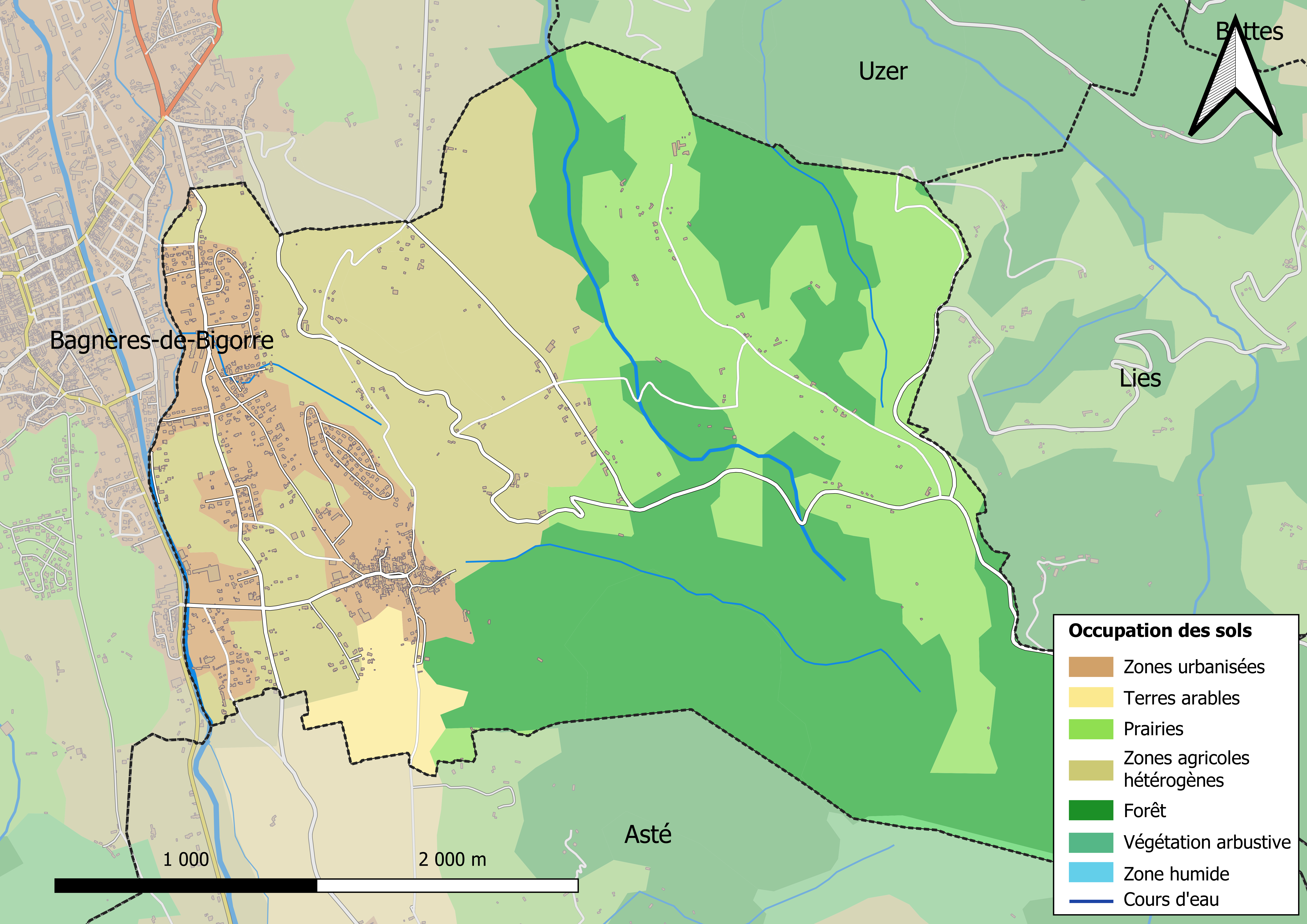
Kaart van de gemeente met belangrijkste infrastructuur, bodemgebruik en omliggende gemeenten

## Demografie
Onderstaande figuur toont het verloop van het inwonertal (bron: INSEE-tellingen).